# توین بروکس (داکوتای جنوبی)
توین بروکس(به انگلیسی: Twin Brooks) شهری در ایالت داکوتای جنوبی کشور ایالات متحده آمریکا است که جمعیت آن در سرشماری سال ۲۰۱۰ میلادی، ۶۹ نفر بوده‌است.